# 50. Филмски сусрети у Нишу
50. Филмски сусрети одржани су у периоду од 22. до 28. августа 2015. године на летњој позорници у Нишкој тврђави.
Током фестивала је приказано 16 филмова у такмичарском и 2 у ревијалном делу фестивала на летњој позорници у Нишкој тврђави.

## Жири
Чланови жирија.
| Састав жирија      |                    |                  |
| председница жирија | Весна Чипчић       | Весна Чипчић     |
| чланови жирија     | Бранислав Зеремски | Драган Мићановић |

## Програм
Субота 22.8.
- С*вечано отварање
- Бићемо прваци света
- Мали Будо

Недеља 23.8.
- Панама
- Небо изнад нас

Понедељак 24.8.
- Бранио сам Младу Босну
- Отворени кавез
- Исцељење (биоскоп Купина, 18:00)

Уторак 25.8.
- Без степеника
- Ин мемориам
- За краља и отаџбину
- Талог (биоскоп Купина, 18:00)

Среда 26.8.
- Ничије дете
- Аманет
- Травелатор (биоскоп Купина, 18:00)

Четвртак 27.8.
- Енклава
- Горчило - Јеси ли то дошао да ме видиш
- Једнаки (биоскоп Купина, 18:00)

Петак 28.8.
- Свечано затварање и додела награда
- Панта Драшкић - цена части (гостујући филм)
- Стари Ниш - мој Ниш (гостујући филм)

## Буџет
Град Ниш је издвојио 20 милиона а Министарство културе 2,3 милиона динара док су спонзори дали 650.000 динара за организацију овог фестивала.